# Jupiter Band Instruments
Jupiter Instruments er markedsnavnet for musikinstrumenter lavet af det taiwaniske  foretangende Kung Hsue She (oversat: "Firma der understøtter Uddannelse og Kultur"), kort KHS, som blev grundlagt i 1930.  
KHS fremstillede skolematerialer og musikinstrumenter. I 1980 gav firmaet sine instrumenter navnet "Jupiter". Produktpaletten omfattede oprindeligt fem instrumenter. I dag er 130 instrumenter på programmet, herunder klarinetter, tværfløjter, saxofoner såvel som trompeter og basuner.